# Mycetophila talaris
Mycetophila talaris är en tvåvingeart som beskrevs av Freeman 1951. Mycetophila talaris ingår i släktet Mycetophila och familjen svampmyggor. Inga underarter finns listade i Catalogue of Life.